# La CQ: nuevo ingreso
La CQ: nuevo ingreso es una serie de televisión de comedia de situación mexicana producida por TelevisaUnivision, basada en una historia original de Pedro Ortiz de Pinedo. Es una secuela de La CQ, y sigue a una nueva generación de estudiantes de la escuela secundaria «Constantino Quijano».
Se estrenó a través de Canal 5 el 9 de diciembre de 2024.

## Argumento
Tras doce años transcurridos desde la primera generación de la CQ, la secundaria Constantino Quijano reabre sus puertas a una nueva generación de estudiantes, con nuevas personalidades, estilos y problemas por afrontar.

## Reparto

### Principal
- Tania Nick Chávez como Sofía Grajales Martínez alias Sofi, la capitana del equipo de porristas de la secundaria que tiene problemas de inseguridad. Solía salir con Alan, pero con la llegada de Quique, sus sentimientos cambian.
- Nico Pindas Sandoval como Enrique Arozamena alias Quique, un nuevo estudiante de la secundaria Constantino Quijano. Su sueño es ser actor & cantante pero tiene miedo escénico.
- Mayte Fernández como Jacqueline Limantour alias Jackie la mejor amiga de Sofi y hermana gemela de Alan, a quien le encanta la cultura popular de los años ochenta hasta el punto de vestirse y utilizar palabras de la jerga de dicha década.
- Nico Nicstar Villagrana como Jonathan Gamba ||| alias Choche un mitómano que dice ser millonario, cuando en realidad es todo lo contrario.
- Sammy Schoulund como Frida Barragán, una estudiante inteligente y sarcástica interesada en el diseño de modas. Es la hermana de Ramón Barragán Alias Monche de la serie original. Ella está unilateralmente  enamorada de Quique, pero siempre cuando lo quiere chapulinear ella juega con su mechón.
- Leo Pérez Torres como Alan Limantour, el vanidoso capitán del equipo de fútbol  y buleador de la CQ,  hermano gemelo de Jackie y exnovio de Sofi.
- Abril como Nancy Almeyda, una porrista que está enamorada unilateralmente de Alan & suele tratar de llamar su atención o ser muy empalagosa con él.
- Chema Nieto, como Arturo Loera Magno || alias Mini, el mejor amigo de Quique, Choche & Frida se considera un galán, aunque ninguna chica le presta atención.

### Recurrentes y actuaciones especiales
- Luis F. Ceballos como "El Roque Villalón" Campos Pérez, un exalumno que trabaja como conserje. Busca redimirse de todas las fechorías que cometió durante su adolescencia, por lo que ayuda a los estudiantes a resolver sus problemas.
- Juan Frese como el director Osbaldo Baldomero Pinto del Rostro Blanco Escárraga alias director Baldo. Es el director de La CQ. Su actitud es muy estricta, sin embargo cuando da anuncios por los altavoces de La CQ, nunca se da cuenta cuando que el micrófono está encendido y termina diciendo cosas imprudentes. Es padre de Jennifer Maria Juana Pinto del Rostro Blanco Pallejo alias Jenny y tío de Daniela Albarran Pinto del Rostro Blanco alias Danny en la serie original.
- Mercedes Vaughan como Miss Clodomira, una maestra de gimnasia encargada de entrenar a las porristas, a pesar de tener problemas en la espalda y siempre dislocarse.
- Lorena Bargalló como Karla de Arozamena alias Doña Quique, la madre de Quique y propietaria de la pizzería "La Nonna", donde los estudiantes suelen reunirse, una mujer amable con los alumnos de La CQ.
- Caro Pérez como Brenda, la mejor amiga de Nancy.
- Lety Amezcua como Miss Bambalina, una maestra de teatro.
- Gael Pineda como Benito
- Santino Arévalo como Pancho, un chico de la otra escuela que siempre se la pintea para ver a Sofi.
- Victoria Vázquez como Tere
- Melissa Hallivis como Rupertina, la señora encargada del comedor de la secundaria.
- Claudio Herrera como el profesor Godofredo Cloropasto, un maestro de matemáticas y ciencias.
- Christian del Toro
- Jorge Mercadillo
- Luka Herrera como Frankie
- Cosette Esparza como Gabriela Guadalupe Rosales alias Gaby, una engreída estudiante inteligente que suele sentirse superior a sus compañeros de escuela.
- Juan Pablo Estrada como Tato
- Emiliano Santacruz como el profesor Moroco Topacio, un maestro de historia y geografía.
- José Dammert Chávarri como el profesor Humberto, un maestro de español que comienza a salir con Karla, la mamá de Quique.
- Emiio Flores Zepeda como Ángel del Río
- Alejandra "Ale" Muller como Clara Licona Fernández
- Josse Zuckerman como Adriana del Río alias Adri
- Fer Urdapilleta como Jennifer María Juana Pinto del Rostro Blanco Pallejo alias Jenny
- Natalia "Ferny" Graciano como Daniela Albarran Pinto del Rostro Blanco alias Danny
- Martha Ceci Flores como Patricia Tanada alias Paty
- Andrea Montalvo como Hipotenusa Cloropasto alias Lorenza
- Tadeo Bonavides como Fausto
- Maximiliano Uribe como Marco Arozamena
- Chaparrón Chuachenger como Arturo Loera |
- Jesús Ñuñes como el fantasma del casillero 13
- Lukas Urkijo como Juan Gómez
- Enrique Logan como "El Pifas" Gómez
- Victoria Clapis
- Celiwaki

## Producción
El 5 de junio de 2024, el creador de la serie, Pedro Ortiz de Pinedo, compartió que una secuela de La CQ se encontraba en producción, con Luis Ceballos contemplado para retomar su personaje como Roque de la emisión original. A diferencia del primer proyecto, que fue filmado en Venezuela y coproducido con RCTV y Cartoon Network Latinoamérica, la secuela fue filmada en México y producida únicamente por TelevisaUnivision. En septiembre de 2024, se anunció al reparto completo y se lanzó un adelanto. En total se ha ordenado filmar cuatro temporadas consecutivas.

## Estreno
La serie se estrenó el 9 de diciembre de 2024 a través de Canal 5. Los primeros diez episodios estuvieron disponibles en streaming en Vix, antes de ser estrenados en televisión abierta.

## Episodios
| N.º | Título                                           | Escrito por           | Fecha de lanzamiento original |
| --- | ------------------------------------------------ | --------------------- | ----------------------------- |
| 1 | «La elección de Sofi»                            | Víctor Acosta         | 9 de diciembre de 2024        |
| Cuando Sofi conoce a Quique, se da cuenta de que tiene más sueños y aspiraciones de las que pensaba. Mientras tanto, Alan, su exnovio y capitán del equipo de fútbol, tratará de impedir que Quique llegue lejos en la escuela.                               |                                                  |                       |                               |
| 2 | «Ser o no ser... O ¿Sí se va a hacer?»           | César Ferrón          | 9 de diciembre de 2024        |
| Quique enfrenta su primera audición para el papel principal en el taller de teatro, pero el pánico escénico lo invade, alejándolo de Sofi, quien ya obtuvo el rol femenino estelar. Si Quique fracasa, Alan podría quitarle el papel... y a Sofi.             |                                                  |                       |                               |
| 3 | «Los llevan al baile»                            | Iñaki Otero           | 10 de diciembre de 2024       |
| Los chicos están emocionados por el baile de bienvenida de la CQ de ese año. Quique cree que es una gran oportunidad para conocer más a Sofi, pero Alan también está dispuesto a invitarla.                                                                   |                                                  |                       |                               |
| 4 | «Arriba pompones»                                | Fernando Canek        | 10 de diciembre de 2024       |
| Los ánimos están a flor de piel en la escuela, pues el gran día para escoger a la capitana de porristas ha llegado, una tradición fundada por Jenny. Clodomira le hace saber a Sofi que si no lo consigue, podrían quitarle la beca deportiva.                |                                                  |                       |                               |
| 5 | «El baile de bienvenida»                         | Carolina Ayala        | 11 de diciembre de 2024       |
| Es el baile de bienvenida de la escuela. Todos tienen pareja excepto Jackie y Mini, quienes apuestan llevar pareja o pagar el lunch del otro por un mes. Mini tiene los ojos puestos en Brenda, pero Jackie hace todo por impedírselo.                        |                                                  |                       |                               |
| 6 | «El gran baile de bienvenida, parte 1»           | Pepe Sierra           | 11 de diciembre de 2024       |
| El grupo entra hecho un desastre a la pizzería. En retrospectiva, platican todo lo que sucedió horas antes. La decoración está espectacular y la maestra de teatro anuncia que habrá un rey y una reina del baile; estos serán quienes mejor bailen.          |                                                  |                       |                               |
| 7 | «El gran baile de bienvenida, parte 2»           | Pepe Sierra           | 13 de diciembre de 2024       |
| Alan quiere ser el rey, igual que el año pasado cuando era novio de Sofi, pero ella no está dispuesta; lo que quiere es bailar con Quique su canción favorita. Quique, por su parte, quiere cantarle una canción a Sofi, pero todo se sale de control.        |                                                  |                       |                               |
| 8 | «Bienvenuti, a la nona pizzería»                 | Rebeca Zuloaga        | 13 de diciembre de 2024       |
| Es el día de la inauguración de la pizzería de La Nona. Quique reparte publicidad, pero Alan aprovecha esto para informar al director que se está distribuyendo publicidad ilegal en la escuela.                                                              |                                                  |                       |                               |
| 9 | «Quique y Sofi»                                  | Fernando Díaz de León | 16 de diciembre de 2024       |
| Quique quiere declararse a Sofi, pero no se atreve. Mini le da consejos para conquistarla. Al enterarse, Alan milagrosamente se vuelve su mejor amigo y le dice que le dará consejos para conquistarla.                                                       |                                                  |                       |                               |
| 10 | «La hija favorita»                               | Catalina José         | 16 de diciembre de 2024       |
| Jackie tiene la firme intención de ganar el show de talentos para ganarse el amor de sus padres, pero Alan quiere impedírselo, ya que no puede permitir que su hermana gemela le robe parte de la devoción que sus padres sienten por él.                     |                                                  |                       |                               |
| 11 | «El primer beso»                                 | Jorge Karlóz          | 17 de diciembre de 2024       |
| Quique está preocupado porque él y Sofi no se han dado un beso ahora que ya son novios. Cada uno por su cuenta prepara un plan para darse su primer beso, pero Alan se entera e intenta impedirlo inventando que Quique tiene un fuego en la boca.            |                                                  |                       |                               |
| 12 | «CQ Babies»                                      | Maricarmen Morfín     | 17 de diciembre de 2024       |
| Los alumnos deben cuidar a unos huevitos como si fueran sus bebés durante dos días y regresarlos a la escuela en buen estado, si no serán reprobados. Esto con el fin de demostrar que comprenden lo que significa la responsabilidad y el trabajo en equipo. |                                                  |                       |                               |
| 13 | «Romeo y Julieta vs. Las arañas del espacio»     | Víctor Acosta         | 18 de diciembre de 2024       |
| Quique y Sofi quieren ir al estreno de una película como su primera cita como novios, pero tienen ensayo para la obra de teatro de Romeo y Julieta. Por lo que, planean un falso accidente para poder faltar, sin embargo la maestra decide sustituir a Sofi. |                                                  |                       |                               |
| 14 | «Saliendo de mate-huala para entrar a mate-peor» | César Ferrón          | 18 de diciembre de 2024       |
| Choche debe presentar nuevamente el examen de álgebra y les pide a sus amigos que lo ayuden a estudiar, pero ninguno accede. Por otro lado, Sofi y Quique aceptan las condiciones de Gaby, la más inteligente de la escuela, para salvar a Choche.            |                                                  |                       |                               |
| 15 | «Mini está de pelos»                             | Iñaki Otero           | 19 de diciembre de 2024       |
| Tras soñar que solo los hombres con barba conquistan mujeres, Mini crea una fórmula para hacerse crecer bigote y barba, y así ligar a Gaby. Alan, al enterarse, quiere robar la fórmula para reconquistar a Sofi.                                             |                                                  |                       |                               |
| 16 | «Una guerra de favores»                          | Fernando Canek        | 19 de diciembre de 2024       |
| El director anuncia las olimpiadas del conocimiento. Frida y Gaby tienen las mejores calificaciones, pero solo una representará a la CQ. Una épica rivalidad entre amigas comienza.                                                                           |                                                  |                       |                               |
| 17 | «La fiesta de las Olimpiadas»                    | Jorge Karlóz          | 20 de diciembre de 2024       |
| El día de la competencia, Gaby organiza su fiesta de cumpleaños en la pizzería. Frida siente que se perderá de un momento importante si no asiste. |                                                  |                       |                               |
| 18 | «La pizza más dulce»                             | Maricarmen Morfín     | 20 de diciembre de 2024       |
| La pizzería de Quique y su mamá está en riesgo por las bajas ventas. Gracias a un antojo de Choche crean un nuevo sabor de pizza que será un éxito y mejorará las ventas.                                                                                     |                                                  |                       |                               |
| 19 | «El alumno de intercambio»                       | Carolina Ayala        | 23 de diciembre de 2024       |
| Cuando el alumno de intercambio llega a la CQ, las chicas se vuelven locas por él, sin saber que es hijo de Pifas Gómez. |                                                  |                       |                               |
| 20 | «Estrellita ¿Dónde estás?»                       | Pepe Sierra           | 23 de diciembre de 2024       |
| Es Navidad y la escuela está decorada. Mini desea crecer y ser el más alto. Choche le dice que quien coloque la estrella recibirá un regalo especial. Alan quiere lo mismo.                                                                                   |                                                  |                       |                               |